# Мадагаскар 3: Најтраженији у Европи
Мадагаскар 3: Најтраженији у Европи (енгл. Madagascar 3: Europe's Most Wanted) америчка је рачунарски-анимирана филмска комедија из 2012. године, снимљена у продукцији Дримворкс анимејшона и дистрибуцији Парамаунт пикчерса. Ово је трећи део серијала филмова Мадагаскар и наставак филма Мадагаскар 2: Бег у Африку (2008). Ово је први филм из серијала објављен у 3Д технологији. Снимљен је у режији Ерика Дарнела, Конрада Вернона и Тома Макграта са сценариом Ерика Дарнела и Ное Бомбача. Бен Стилер, Крис Рок, Дејвид Швимер, Џејда Пинкет Смит, Саша Барон Коен, Седрик Те Ентертајнер и Енди Рихтер вратили су се у главне улоге из претходних филмова, а главној глумачкој постави придружили су се Џесика Частејн, Брајан Кранстон, Мартин Шорт и Франсес Макдорманд.
Филм је премијерно приказан на Канском филмском фестивалу 2012, док је у Сједињеним Државама реализован 8. јуна исте године. Добио је углавном позитивне критике и зарадио је преко 746 милиона долара широм света, што га је учинило осмим најуспешнијим филмом из 2012. године и најуспешнијим филмом у серијалу. Спин-оф, назван Пингвини са Мадагаскара, реализован је 26. новембра 2014. године.

## Радња
Лав Алекс, зебра Марти, жирафа Мелман и нилски коњ Глорија, још увек покушавају да стигну кући у своју вољену Велику јабуку, а наравно, у овој комичној авантури појављују се и краљ Џулијан, Морис и пингвини. Путују Европом где налазе савршену маску: Путујући циркус који уређују на мадагаскарски начин.

## Улоге
| Лик                | Оригинални глас       | Српски глас         |
| ------------------ | --------------------- | ------------------- |
| Алекс              | Бен Стилер            | Иван Јевтовић       |
| Марти              | Крис Рок              | Дубравко Јовановић  |
| Мелман             | Дејвид Швимер         | Небојша Миловановић |
| Глорија            | Џејда Пинкет Смит     | Катарина Жутић      |
| Краљ Џулијан       | Саша Барон Коен       | Младен Андрејевић   |
| Морис              | Седрик Те Ентертајнер | Милан Антонић       |
| Морт               | Енди Рихтер           | Марко Марковић      |
| Капетан (Мајор)    | Том Макграт           | Бранислав Зеремски  |
| Ковалски           | Крис Милер            | Марко Марковић      |
| Редов (Војник)     | Кристофер Најтс       | Милан Антонић       |
| Мејсон (Хаса)      | Конрад Вернон         | Милан Антонић       |
| Џија               | Џесика Частејн        | Александра Томић    |
| Витали             | Брајан Кранстон       | Бојан Лазаров       |
| Стефано            | Мартин Шорт           | Драган Вујић        |
| Шантел Шенон Дубоa | Франсес Макдорманд    | Душица Новаковић    |